# 東大門運動場
東大門運動場（トンデムンうんどうじょう）は、大韓民国ソウル特別市中区にあった競技場。以前はソウル運動場であったが、蚕室総合運動場が完成した1986年に現在の名称に変更されていた。

## サッカー場
1925年に完成。1986年のアジア競技大会、1988年のソウルオリンピックのサッカー会場として使用された。しかしソウルワールドカップ競技場や蚕室総合運動場の完成などで、使用能力が低下し、2007年11月のさよならイベントで完全閉鎖された。

## 東大門運動場記念館
東大門運動場は、2007年11月のさよならイベントで完全閉鎖され、跡地には東大門緑地公園とデザイン複合センターが建設される予定とされた。施設解体工事の後、発掘調査などが行われ、その後、建設工事が始まった。2009年10月には、まず東大門歴史文化公園が開場し、その一角に、東大門運動場に関する資料を展示する東大門運動場記念館が開館した。

## 交通機関
- ソウル交通公社2号線、4号線、5号線の東大門運動場駅（運動場の廃止後、東大門歴史文化公園駅と改称）下車、1番出口すぐ。